# Rutilograptis cornesi
Rutilograptis cornesi är en fjärilsart som beskrevs av Józef Razowski 1981. Rutilograptis cornesi ingår i släktet Rutilograptis och familjen vecklare. Inga underarter finns listade i Catalogue of Life.